# Långhalsar
Långhalsar (Pedunculata) är en ordning av filtrerande kräftdjur i gruppen rankfotingar som lever fästa vid hårda ytor, t.ex. klippor och stenar eller flytande föremål i havet.  Långhalsar ingår i klassen Maxillopoda, fylumet leddjur, och riket djur. Enligt Catalogue of Life omfattar ordningen långhalsar 183 arter. I svenska vatten finns 4 bofasta arter, Lepas fascicularis och Lepas anatifera (Skagerrak till S Östersjön) samt Scalpellum scalpellum och Ornatoscalpellum stroemi (Skagerrak till Öresund). Dessutom förekommer 5 arter mer tillfälligt som införda med drivved eller fartyg. Lepas pectinata hittas t.ex. ibland i Bohuslän på drivved.

## Byggnad
Långhalsarna känns lätt igen på sin långa och muskulösa stjälk, som har utvecklats från främre delen av huvudet. Resten av kroppen, som innehåller magtarmkanal, nervsystem och könsorgan, inklusive de sex benparen är omgivet av ett tvåklaffigt skal (carapax), som innehåller vita triangulära förkalkade plattor. Benparen, cirri, är långa och fjäderlika och används för att filtrera födan. Långhalsarna saknar hjärta. Skalet är upp till 50 mm och stjälken 40–900 mm. Hos den vanliga arten Lepas anatifera är skalet 40 mm och stjälken 150 mm lång och 10 mm i diameter.

## Ekologi och livscykel
Långhalsarna lever på plankton, som filtreras ur havsvattnet. Förutom på klippor och stenar sitter de ofta på drivved. De sitter i kolonier som kan innehålla tusentals individer. Vissa arter som lever i tidvattenszonen är till skillnad från havstulpaner beroende av strömmande vatten för att få näring, och finns därför bara på kuster med starka flöden.
Långhalsarna är hermafroditer. Äggen förvaras i äggsäckar under skalet. Larven är först en naupliuslarv, sedan en cyprislarv liksom hos havstulpanerna. Den kläcks innanför moderns skal och lever en tid pelagiskt, varefter den fäster sig med hjälp av huvudets cementkörtlar på ett lämpligt underlag och utvecklas till ett fastsittande vuxet djur. Livslängden är upp till 3 år.

## Systematik och utveckling

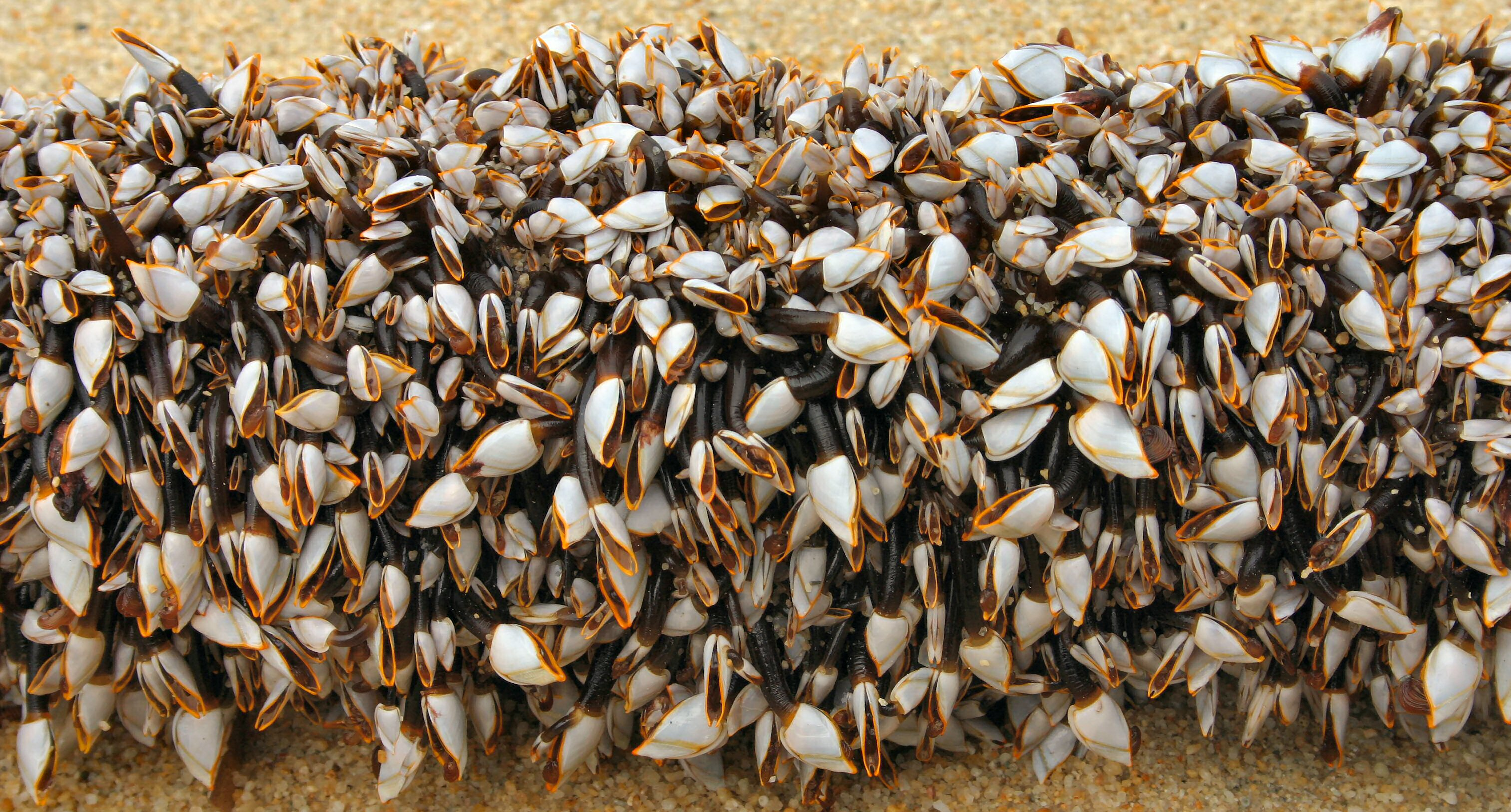
Långhalsen Lepas anatifera

Långhalsarna räknades traditionellt som en ordning (Pedunculata) i överordningen Thoracica (havstulpaner och långhalsar) inom underklassen Cirripedia (rankfotingar) i klassen Maxillopoda bland kräftdjuren. Gruppen indelades i fyra underordningar.
Modern systematik accepterar dock inte Pedunculata som anses vara parafyletisk. I stället indelas Thoracica i fem ordningar, varav fyra är de nämnda långhalsgrupperna (med 502 arter) och den femte är ordningen Sessilia med havstulpanerna.
Ett långhalsliknande kräftdjur, Priscansermarinus, är känt från  Kambrium.
De besläktade havstulpanerna har troligen utvecklats från långhalsliknande former.
Enligt Catalogue of Life är Pedunculata en av 34 ordningar i klassen Maxillopoda och innehåller följande 12 familjer:
- Anelasmatidae
- Calanticidae
- Eolepadidae
- Heteralepadidae
- Iblidae
- Koleolepadidae
- Lepadidae
- Lithotryidae
- Oxynaspididae
- Poecilasmatidae
- Pollicipedidae
- Scalpellidae

## Användning
I Portugal och Spanien äts långhalsar som en dyr delikatess, kallad percebes. Dessa skördas kommersiellt vid Spaniens norra kust eller importeras från Marocko eller Kanada.
I Galicien firas i flera orter en årlig percebes-fest. Långhalsarna ångkokas och serveras varma på grönsaker eller i en vinsås. Smaken liknar kräftor.

## Mytologi

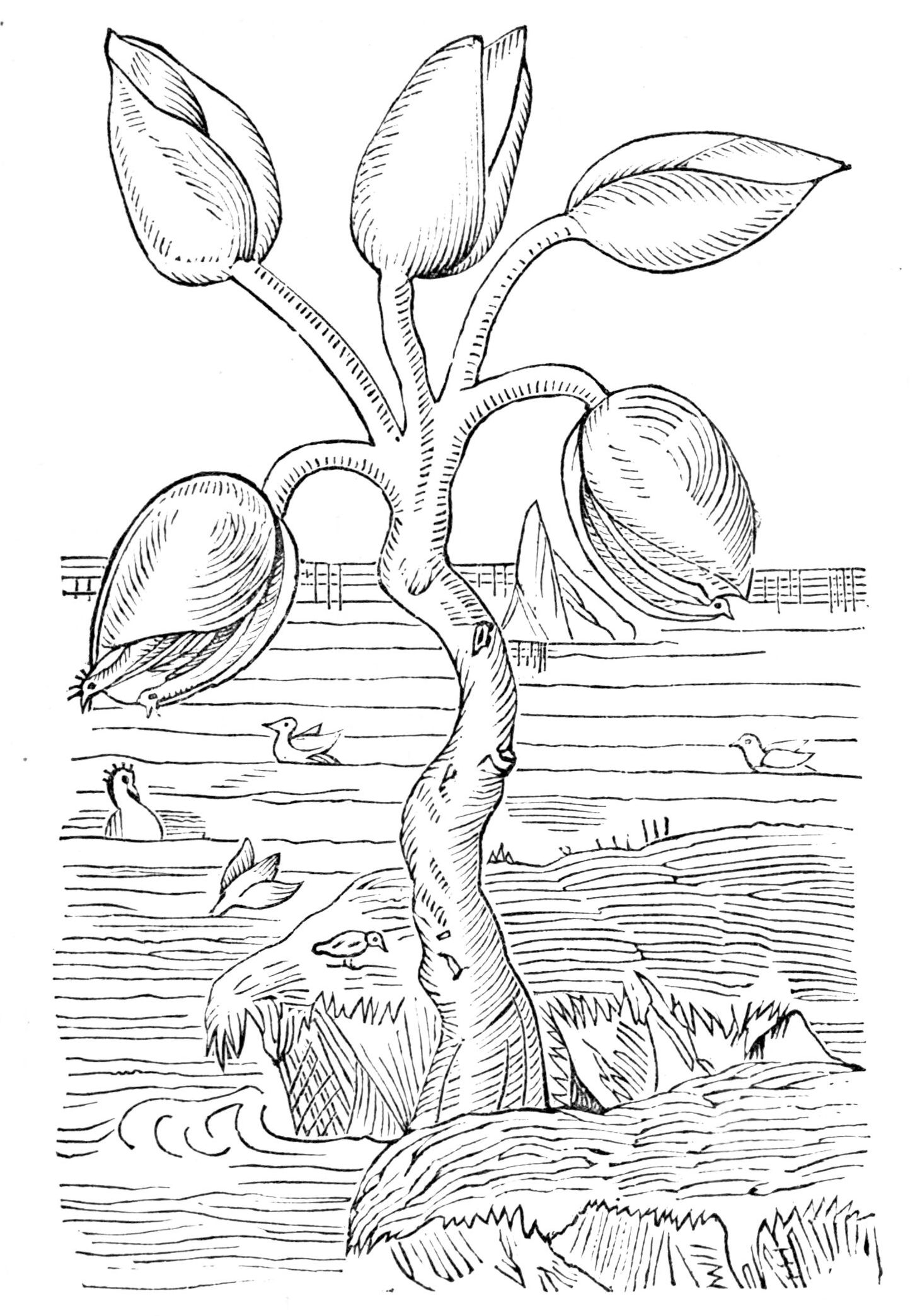
"The goose-tree" från John Gerards Herbal (1597), visar tron att långhalsar växer på träd och sedan faller i vattnet, där de utvecklas till vitkindade gäss.

Under lång tid har man trott att vitkindade gäss (Branta leucopsis) utvecklades från långhalsar. Namnet på långhalsen Lepas anserifera (anser (lat.) = gås), namnet Branta bernicla på den besläktade prutgåsen och de engelska namnen "goose barnacle" (långhals) och "barnacle goose" (vitkindad gås) kommer från denna missuppfattning. Föreställningen kan bero på likheten mellan långhalsar och gässens huvud och hals, samt att man aldrig iakttagit häckande sådana gäss. Dessa gåsarter är flyttfåglar och häckar på den arktiska tundran, vilket man inte kände till. Eftersom långhalsar ofta sitter på drivved trodde man dessutom att de växte på träd innan de föll i vattnet. Eftersom vitkindade gäss troddes ha uppkommit på detta sätt räknades de inte som kött och fick därför ätas under fastan.
Hur gammal myten är vet man inte, men ornament på mykenska vaser kan tyda på att den fanns redan under antiken.
I skrift finns den belagd från 1000-talet i en skildring från ett arabiskt sändebud vid ett av de germanska furstehoven. Han skriver: ”En man kom till en kung med ett stycke trä, på vilket redan början till ägg hade bildats. Kungen befallde att man över det skulle bygga en ställning som en bur och sänka ned denna i vatten, och den fick stå ute vid stranden, tills fåglarna hade lossnat från träet inne i buren.”
Den walesiske munken Giraldus Cambrensis återger myten i boken Topographia Hiberniae ca 1188.
Föreställningen att gässen börjar som långhalsar som knoppas på träd höll sig förvånansvärt länge, trots att vetenskapsmän tidigt tog avstånd från den. Ännu långt in på 1800-talet förekom notiser i engelska tidningar att en sjökapten påträffat ett gåsträd, som fanns utställt till allmänt beskådande.